# Jiangpu (häradshuvudort i Kina, Jiangsu Sheng, lat 32,06, long 118,62)
Jiangpu (kinesiska: 江浦, 珠江, 江浦街道) är en häradshuvudort i Kina. Den ligger i provinsen Jiangsu, i den östra delen av landet, omkring 17 kilometer väster om provinshuvudstaden Nanjing. Antalet invånare är 164 891. Befolkningen består av 77 879 kvinnor och 87 012 män. Barn under 15 år utgör 8,0 %, vuxna 15-64 år 84 %, och äldre över 65 år 6,0 %.
Runt Jiangpu är det mycket tätbefolkat, med 1 956 invånare per kvadratkilometer. Närmaste större samhälle är Nanjing, 14,5 km öster om Jiangpu. Trakten runt Jiangpu består till största delen av jordbruksmark.
Genomsnittlig årsnederbörd är 1 291 millimeter. Den regnigaste månaden är juli, med i genomsnitt 289 mm nederbörd, och den torraste är december, med 32 mm nederbörd.